# Мундерих
Мундерих (Munderich, * 500; † 532/533) е принц на франките от род Меровинги.

## Биография
Той е син на Хлодерих († 508), крал на рипуарските франки в Кьолн (507 – 508), и съпругата му от род Агилолфинги.
През 532 г. Мундерих изявява претенции за кралската титла, но Теодорих I от Австразия го отстранява и потушава въстанието му. Мундерих убива предателя Арегизел и пада убит.

## Деца
Мундерих има син Гундулф († 607), който е роднина на Григорий Турски.